# Leopold III. Anhaltsko-Desavský
Leopold III. Fridrich Franz Anhaltsko-Desavský, známý také jako kníže Franz nebo otec Franz (10. srpna 1740, Dessau – 9. srpna 1817, tamtéž) byl německý princ z rodu Askánců. Od roku 1751 až do roku 1807 byl panujícího kníže z Anhaltsko-desavského knížectví a od roku 1807 první vévoda z vévodství Anhaltsko-desavského.
Leopold byl osvícenecký panovník, který ve svém knížectví a později vévodství zavedl mnoho reforem. Dále také zrenovoval starý park v Oranienbaumu v holandském stylu, přičemž vytvořil jeden z vůbec největších anglických parků – Desavsko-wörlitzskou zahradní říši.

## Život

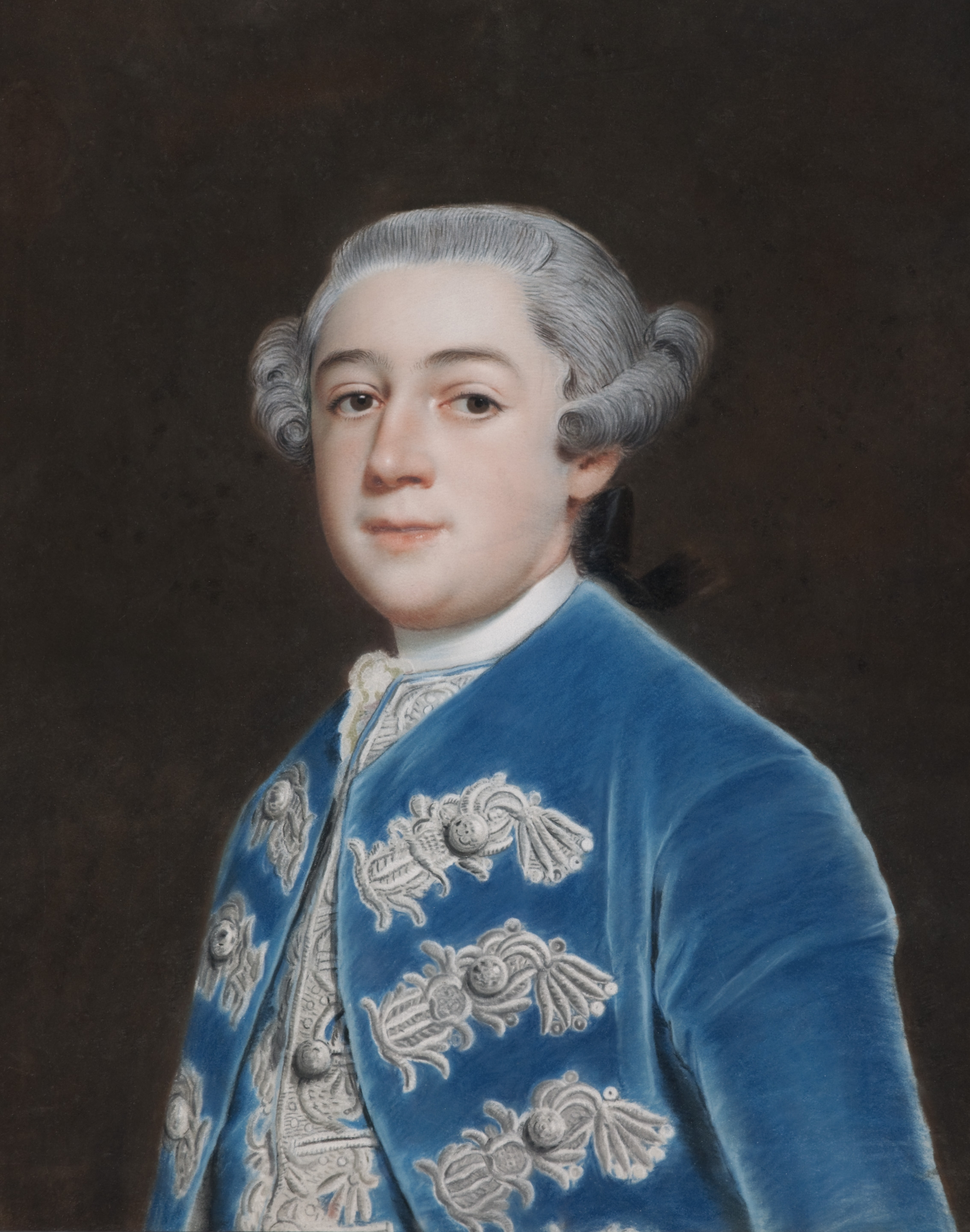
Leopold v roce 1762

### Mládí
Leopold se narodil v Dessau jako nejstarší syn Leopolda II. Maximiliána, kníže Anhaltsko-Desavského, a jeho manželky Gisely Agnes Anhaltsko-Köthenské

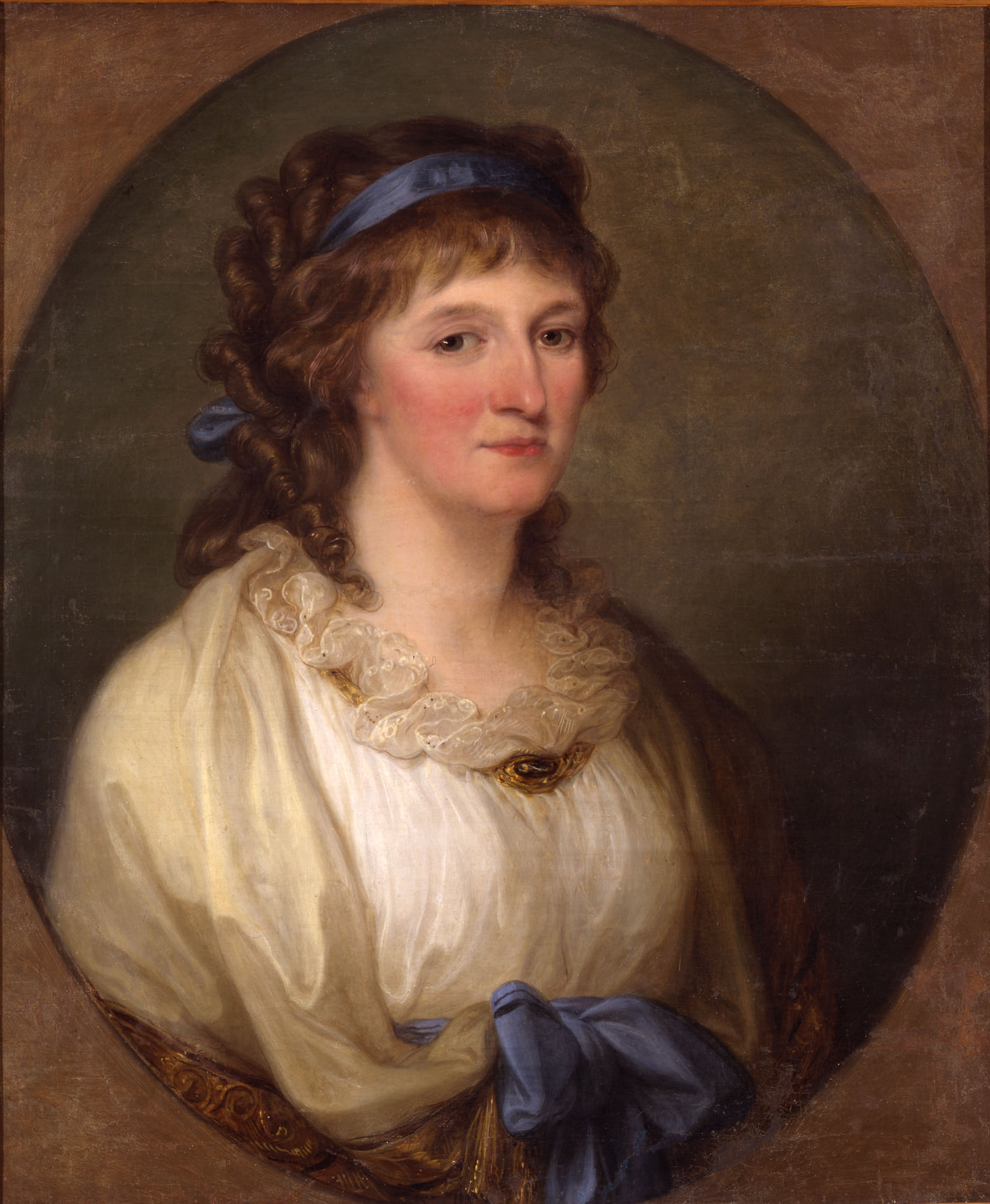
Leopoldova manželka; Luisa Henrietta Vilemína

Poté, co roku 1751 ztratil oba rodiče (matka zemřela 20. dubna a otec 16. prosince), stal se tehdy jedenáctiletý Leopold sirotkem. Jeho regentem byl určen Dětřich, což byl bratr Leopolda II. Maximiliána, tedy strýc Leopolda III.
Leopold se rozhodl následovat otce i dědečka, oba se jmenovali Leopoldové, a nastoupil do pruské armády. Po bitvě u Kolína (18. června 1757) byl negativně ohromený bojem, rozhodl se z armády odstoupit a následně prohlásil knížectví Anhaltsko-Desavské za neutrální.

### Vláda
V roce 1758 dosáhl Leopold nutného věku a převzal vládu nad knížectvím. Stal se silným stoupencem osvícenství a zvláště se zajímal o vzdělávání obyvatel jeho knížectví, především co se týče přírodních věd. Zavedl četné reformy v oblasti školství, zdravotnictví, sociálních služeb, komunikací, zemědělství, lesnictví, průmyslu a udělal tak z Anhaltska-Desavska jeden z nejmodernějších a nejvíce prosperující malých německých spolkových zemí.
Nejnápadnější z jeho "reforem" byla výsadba ovocných stromů podél hrází a výstavba krásných budov. Krom toho samozřejmě opravoval hráze zničené povodněmi, zakládal školy, budoval kanalizace, první veřejné parky... Byl to věrný luterán a rozhodl se i pro založení několika židovských škol a židovských novin. Z náboženského hlediska byl velmi tolerantní a navíc neupřednostňoval katolíky před židy nebo protestanty. Zasloužil se také o postavení první neoklasicistní budovy v Německu; Wörlitzkého paláce (1769-1773). Nechal také zbudovat menší anglický park na počest své manželky, sestřenky Luisy Henrietty Vilemíny. Další park který založil, byl jeden z největších parků v anglickém stylu a pojmenoval jej Desavsko-wörlitzská zahradní říše.

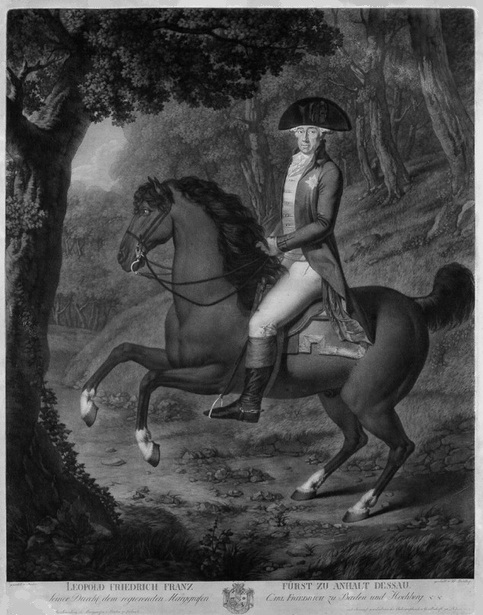
Kresba Leopolda na koni

V roce 1806 byl pozván Napoleonem do Paříže. Leopold byl jeden z posledních knížat, která vstoupila do Rýnského spolku a stalo se tak dne 18. dubna 1807. Toho roku byl Leopold povýšen do hodnosti vévody. V roce 1812 se stal Leopold regentem vévodství Anhaltsko-Köthenského (ze kterého pocházela jeho matka Gisele Agnes).
Leopold zemřel po pádu z koně na zámku Luisium, který vystavěl na počest své manželky, v blízkosti Dessau, v roce 1817. Jeho následníkem se nestal syn Fridrich, ale Leopoldův vnuk Leopold IV. Fridrich a to proto, že Fridrich zemřel ve 44 letech ještě před Leopoldem III.

## Manželství a potomci
Leopold III. se oženil dne 25. července 1767 v Charlottenburgu se svojí sestřenkou Luisou Henriettou (1750–1811), dcerou Bedřicha Jindřicha Schwedtského. Měli spolu pouze dvě děti:
- nepojmenovaná dcera (1768)
- Fridrich (1769–1814), dědičný vévoda Anhaltska-Desavska, ⚭ 1792 lankraběnka Amálie Hesensko-Homburská (1774–1846)

Leopold měl ale také mnoho nemanželských dětí:
- S Johannou Eleonorou Hoffmeyerovou:
  - Hrabě František Jan Jiří z Waldersee (1763–1823)
  - Luisa Eleonora Bědřiška (1765–1804)

- S Leopoldinou Luisou:
  - Vilemína Sidonie von Beringer (1789–1860)
  - Luis von Beringer Adelheid (1790–1870)
  - Franz Adolf von Beringer (1792–1834)

- S Johannou Magdalenou Luisou Jägerovou:
  - Franziska (1789–?)
  - Leopoldina (1791–1847)
  - Amálie (1793–1841)

- S Fridrichou Vilemínou Schulzovou:
  - Luis Ferdinand Schultz (1800–1893)

## Vývod z předků
|                                 |                                          |  |                             |                                         |  |  |  |  |  |  |  | Jan Kazimír Anhaltsko-Desavský |
|                                 |                                          |  |                             |                                         |  |  |  |  |  |  |  |                                |
|                                 | Jan Jiří II. Anhaltsko-Desavský          |  |                             |                                         |  |  |  |  |  |  |  |                                |
|                                 |                                          |  |                             |                                         |  |  |  |  |  |  |  |                                |
|                                 |                                          |  |                             | Anežka Hesensko-Kasselská               |  |  |  |  |  |  |  |                                |
|                                 |                                          |  |                             |                                         |  |  |  |  |  |  |  |                                |
|                                 | Leopold I. Anhaltsko-Desavský            |  |                             |                                         |  |  |  |  |  |  |  |                                |
|                                 |                                          |  |                             |                                         |  |  |  |  |  |  |  |                                |
|                                 |                                          |  |                             | Bedřich Jindřich Oranžsko-Nasavský      |  |  |  |  |  |  |  |                                |
|                                 |                                          |  |                             |                                         |  |  |  |  |  |  |  |                                |
|                                 | Henrietta Kateřina Nasavská              |  |                             |                                         |  |  |  |  |  |  |  |                                |
|                                 |                                          |  |                             |                                         |  |  |  |  |  |  |  |                                |
|                                 |                                          |  |                             | Amálie ze Solms-Braunfelsu              |  |  |  |  |  |  |  |                                |
|                                 |                                          |  |                             |                                         |  |  |  |  |  |  |  |                                |
|                                 | Leopold II. Maximilán Anhaltsko-Desavský |  |                             |                                         |  |  |  |  |  |  |  |                                |
|                                 |                                          |  |                             |                                         |  |  |  |  |  |  |  |                                |
|                                 |                                          |  |                             | Christoph Föse                          |  |  |  |  |  |  |  |                                |
|                                 |                                          |  |                             |                                         |  |  |  |  |  |  |  |                                |
|                                 | Rudolf Föse                              |  |                             |                                         |  |  |  |  |  |  |  |                                |
|                                 |                                          |  |                             |                                         |  |  |  |  |  |  |  |                                |
|                                 |                                          |  |                             | Eleonore Blandine Schulze               |  |  |  |  |  |  |  |                                |
|                                 |                                          |  |                             |                                         |  |  |  |  |  |  |  |                                |
|                                 | Anna Louisa Föhsová                      |  |                             |                                         |  |  |  |  |  |  |  |                                |
|                                 |                                          |  |                             |                                         |  |  |  |  |  |  |  |                                |
|                                 |                                          |  |                             |                                         |  |  |  |  |  |  |  |                                |
|                                 |                                          |  |                             |                                         |  |  |  |  |  |  |  |                                |
|                                 | Agnes Ohme                               |  |                             |                                         |  |  |  |  |  |  |  |                                |
|                                 |                                          |  |                             |                                         |  |  |  |  |  |  |  |                                |
|                                 |                                          |  |                             |                                         |  |  |  |  |  |  |  |                                |
|                                 |                                          |  |                             |                                         |  |  |  |  |  |  |  |                                |
| Leopold III. Anhaltsko-Desavský |                                          |  |                             |                                         |  |  |  |  |  |  |  |                                |
|                                 |                                          |  |                             |                                         |  |  |  |  |  |  |  |                                |
|                                 |                                          |  | Emanuel Anhaltsko-Köthenský |                                         |  |  |  |  |  |  |  |                                |
|                                 |                                          |  |                             |                                         |  |  |  |  |  |  |  |                                |
|                                 | Emanuel Lebrecht Anhaltsko-Köthenský     |  |                             |                                         |  |  |  |  |  |  |  |                                |
|                                 |                                          |  |                             |                                         |  |  |  |  |  |  |  |                                |
|                                 |                                          |  |                             | Anna Eleonora Stolbersko-Wernigerodeská |  |  |  |  |  |  |  |                                |
|                                 |                                          |  |                             |                                         |  |  |  |  |  |  |  |                                |
|                                 | Leopold Anhaltsko-Köthenský              |  |                             |                                         |  |  |  |  |  |  |  |                                |
|                                 |                                          |  |                             |                                         |  |  |  |  |  |  |  |                                |
|                                 |                                          |  |                             | Balthazar Wilhelm Graf von Rath         |  |  |  |  |  |  |  |                                |
|                                 |                                          |  |                             |                                         |  |  |  |  |  |  |  |                                |
|                                 | Gisela Anežka z Rathu                    |  |                             |                                         |  |  |  |  |  |  |  |                                |
|                                 |                                          |  |                             |                                         |  |  |  |  |  |  |  |                                |
|                                 |                                          |  |                             | Magdalena Barbara von Wuthenau          |  |  |  |  |  |  |  |                                |
|                                 |                                          |  |                             |                                         |  |  |  |  |  |  |  |                                |
|                                 | Gisele Agnes Anhaltsko-Köthenská         |  |                             |                                         |  |  |  |  |  |  |  |                                |
|                                 |                                          |  |                             |                                         |  |  |  |  |  |  |  |                                |
|                                 |                                          |  |                             | Viktor Amadeus Anhaltsko-Bernburský     |  |  |  |  |  |  |  |                                |
|                                 |                                          |  |                             |                                         |  |  |  |  |  |  |  |                                |
|                                 | Karel Bedřich Anhaltsko-Bernburský       |  |                             |                                         |  |  |  |  |  |  |  |                                |
|                                 |                                          |  |                             |                                         |  |  |  |  |  |  |  |                                |
|                                 |                                          |  |                             | Alžběta Falcko-Zweibrückenská           |  |  |  |  |  |  |  |                                |
|                                 |                                          |  |                             |                                         |  |  |  |  |  |  |  |                                |
|                                 | Frederika Henrieta Anhaltsko-Bernburská  |  |                             |                                         |  |  |  |  |  |  |  |                                |
|                                 |                                          |  |                             |                                         |  |  |  |  |  |  |  |                                |
|                                 |                                          |  |                             | Jiří Bedřich ze Solms-Sonnenwalde       |  |  |  |  |  |  |  |                                |
|                                 |                                          |  |                             |                                         |  |  |  |  |  |  |  |                                |
|                                 | Žofie Albertina ze Solms-Sonnenwalde     |  |                             |                                         |  |  |  |  |  |  |  |                                |
|                                 |                                          |  |                             |                                         |  |  |  |  |  |  |  |                                |
|                                 |                                          |  |                             | Anna Anhaltsko-Bernburská               |  |  |  |  |  |  |  |                                |
|                                 |                                          |  |                             |                                         |  |  |  |  |  |  |  |                                |